# 达伦·伦道夫
达伦·爱德华·安德鲁·伦道夫（英語：Darren Edward Andrew Randolph；1987年5月12日—）是一名已退役愛爾蘭足球運動員，司職守門員，曾效力英超球會伯恩茅斯。

## 球會生涯

### 早期
伦道夫生於布瑞並在阿德莫尔流浪展開足球生涯。2003年夏天加入查尔顿竞技，而阿德莫尔流浪更把伦道夫的名字寫入名人堂。
2004年伦道夫被外借到議會南部聯的威灵联一個月，參加了四場聯賽及一場足總盃比賽。2005/06季初，他被外借到議會全國聯的艾宁顿斯坦利，並在季末與母會查爾頓續約至2009年。2006年8月伦道夫被外借到英甲的吉林汉姆一個月。

### 查尔顿竞技
2006/07球季最後一場英超比賽對利物浦，伦道夫首次代表球會上場代替無法上場的史葛·卡臣，以2-2戰平。2007/08球季，他是球隊二號守門員。2008年2月，他被外借至英乙的貝里並參加了十四場比賽，之後因查尔顿的守門員尼基·韦弗停賽而被召回。在下場比賽對南安普顿以先發身份上場，在接高球時不慎使隊友帕特里克·麦卡锡打進一烏龍球。

#### 外借至赫里福德联
伦道夫在2008年7月被外借到赫里福德联。他參加了球季首17場比賽的14場，包括作客列斯聯的比賽中，在對方19次射中龍門下僅失1球。
2008年11月11日，伦道夫拒絕在英格蘭足總盃對达根汉姆和雷德布里奇上場，之後他被罰兩週薪金，而他表示不再願意為赫里福德联比賽。隔天球會從伍尔弗汉普顿流浪租借新守門員马特·穆雷，為期一個月。格萊姆・特納說這情況是他近30年執教生涯前所未聞，他沒想到身份職業球員居然有這樣的行為，如果他是球會的合約球員，就會立即解約。伦道夫對特納的言論表示不滿，並得到查爾頓教練阿兰·帕德鲁支持。他在赫里福德联的生涯完結，並在2009年1月返回查爾頓。

#### 返回查尔顿竞技
2009年1月17日，回到查尔顿的第二場比賽對谢周三丟了四球，此後該球季他再沒有上場。這場比賽沒影響他在季後續約一年。新球季他是球隊二號守門員，排在罗布·埃利奥特之後，到11月的足總盃對諾維治維多利亞才首次上場，雖然對手是在議會北部聯打滾的業餘球會，伦道夫在上半場作出一次精彩撲救，仍以1-0爆冷落敗，當地媒體形容為球會104年史上最尷尬的賽果。2010年3月伦道夫取回正選位置至季末，包括晉級附加賽半決賽，但球隊在點球大戰不敵斯温登。

### 马瑟韦尔

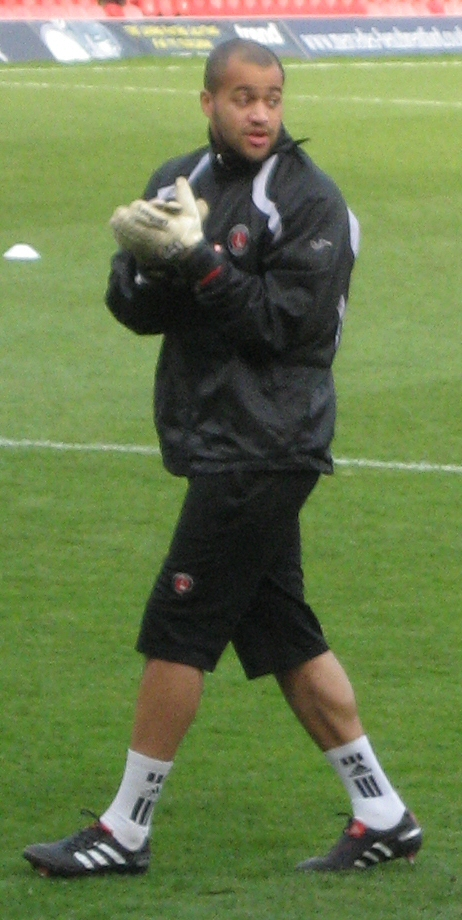
2009年作客布伦特福德的賽前熱身

縱使查爾頓向伦道夫開出新合約，他選擇投效蘇超球會马瑟韦尔，簽約三年。他首場比賽是欧足联欧洲联赛第二輪次回合，以1-0擊敗布列达布利克竞技，但球隊在資格賽最後一輪被欧登塞足淘汰。伦道夫很快成為球隊先發守門員，在2011年2月27日以2-0擊敗凯尔特人的賽事中便打破约翰·鲁迪的15場不失球紀錄。他助马瑟韦尔打進蘇超蘭足總盃決賽，但以3-0敗于凯尔特人。
2011/12球季首四場比賽，伦道夫都能保持不失球。2012年4月28日以5-1大勝圣庄士东中更取得助攻。他是唯一一位马瑟韦尔球員當選為PFA蘇格蘭年度最佳陣容。
由於2011/12球季聯賽亞軍的流浪者被托管，欧洲冠军联赛附加赛則落到第三名的马瑟韦尔，是球會史上首次參加該比賽。伦道夫首場歐冠比賽是對纳辛奈科斯，球隊總比數以3-0出局，降級參加欧足联欧洲联赛。
2012年11月24日對哈茨的比賽中，伦道夫接高球期間腳部不慎踢到對方球員卡勒姆·帕特森頭部，但裁判沒有示牌，哈茨教練约翰·麦格林說伦道夫走運。數天後蘇超蘭足球協會秋後算帳，指控伦道夫的暴力行為並禁賽兩場，马瑟韦尔提出上訴但維持原判。季後伦道夫與隊友迈克尔·希格顿、尼基·劳和肖恩·哈钦森一起當選為PFA蘇格蘭年度最佳陣容 。马瑟韦尔以亞軍完成聯賽，並取得欧洲冠军联赛附加赛資格。

### 伯明翰城
伦道夫的合約在2013年6月完結，马瑟韦尔教練史超特·麦哥尔說令他留隊的可能性十分少。5月10日麦哥尔確認伦道夫會離隊，四天後英冠球會伯明翰城宣佈簽下伦道夫，合約為期兩年。8月3日對沃特福德的賽事首次代表球隊上場。

## 國家隊生涯
伦道夫曾代表愛爾蘭U15、U16、U17、U18、U19、U21、B隊和成年隊。他首次被徵召至成年隊是在2011年3月對馬其頓，但沒有上場。他首場國家隊比賽是在2012年9月11日的友誼賽對阿曼，以4-1取勝。第二場比賽是2013年6月12日對西班牙，他以替補身份上場，愛爾蘭以2-0落敗。

## 榮譽
艾宁顿斯坦利
- 議會全國聯: 2005–06

马瑟韦尔
- 蘇格蘭足球超級聯賽：2012–13（亞軍）
- 蘇格蘭足總盃：2010–11（亞軍）

個人
- PFA蘇格蘭年度最佳陣容：2011-12、[30]2012-13[37]

## 外部連結
- 足球数据库：达伦·伦道夫的球员统计数据